# Félix De Vigne

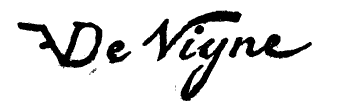
Firma di Félix De Vigne.

Félix De Vigne (Gent, 16 marzo 1806 – Gent, 5 dicembre 1862) è stato un pittore e archeologo belga; le sue opere rappresentano principalmente scene storiche e sono incorniciate dalla città di Gent. Ha scritto diverse opere sul Medioevo nelle Fiandre.

## Biografia
De Vigne era figlio di Ignace De Vigne (1767-1849), fratello dello scultore Pieter De Vigne (1812-1877) e padre di Edmond De Vigne (1841-1918) e di Elodie De Vigne. Allevò il pittore Liévin De Winne rimasto orfano all'età di 14 anni.
Ha studiato all'Accademia reale di belle arti di Gand, dove in seguito è diventato professore. Era un pittore storico e di scene religiose, ritrattista, incisore in stile trovatore. Era anche storico e critico d'arte.
Scoprì Jules Breton e rimase colpito dal talento del giovane bretone, dopo di che convinse la sua famiglia a lasciargli studiare arte.

## Galleria d'immagini

Opere di Félix De Vigne
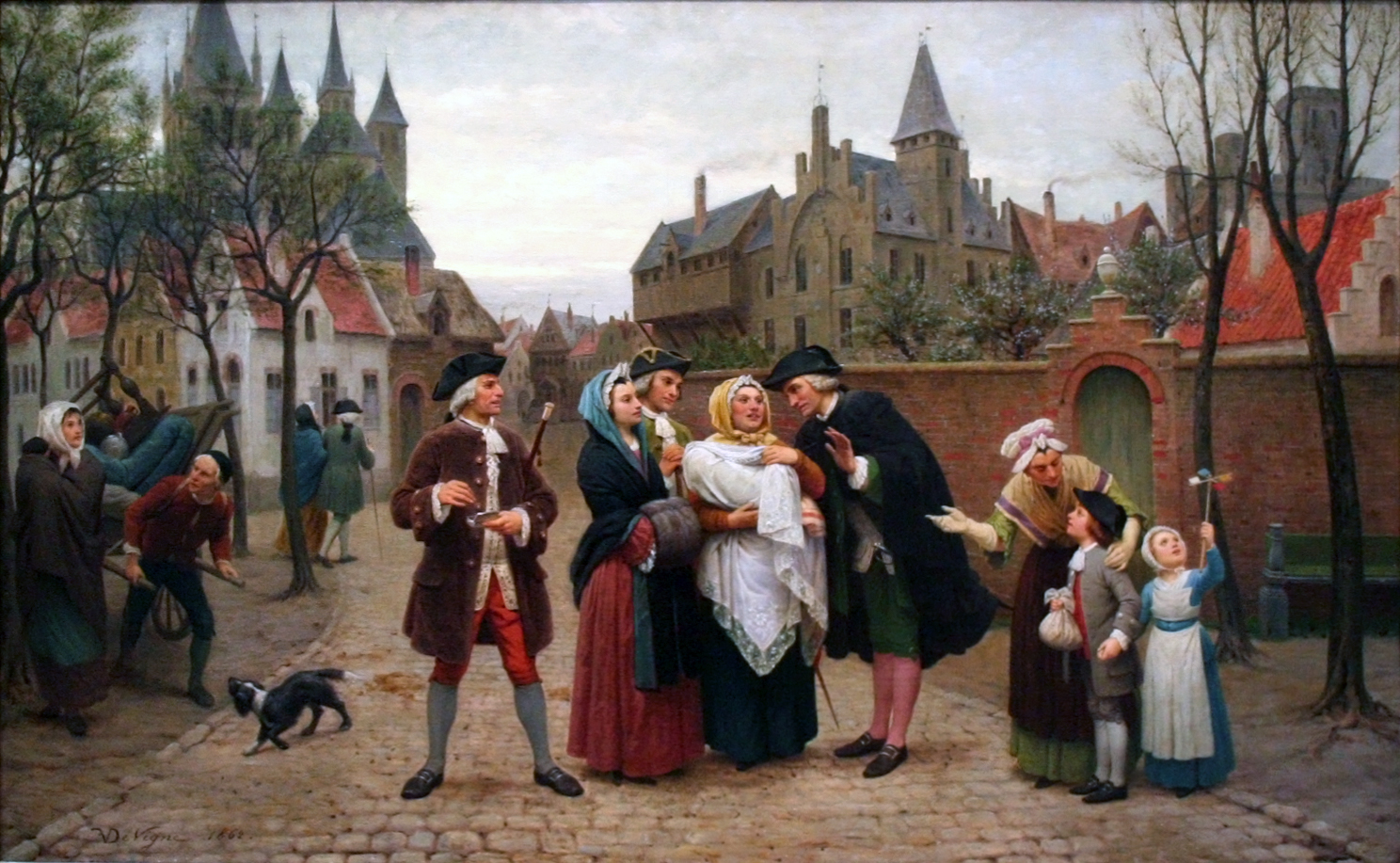
Un battesimo nelle Fiandre nel XVIIIe secolo, 1862, Museo di belle arti di Gand.
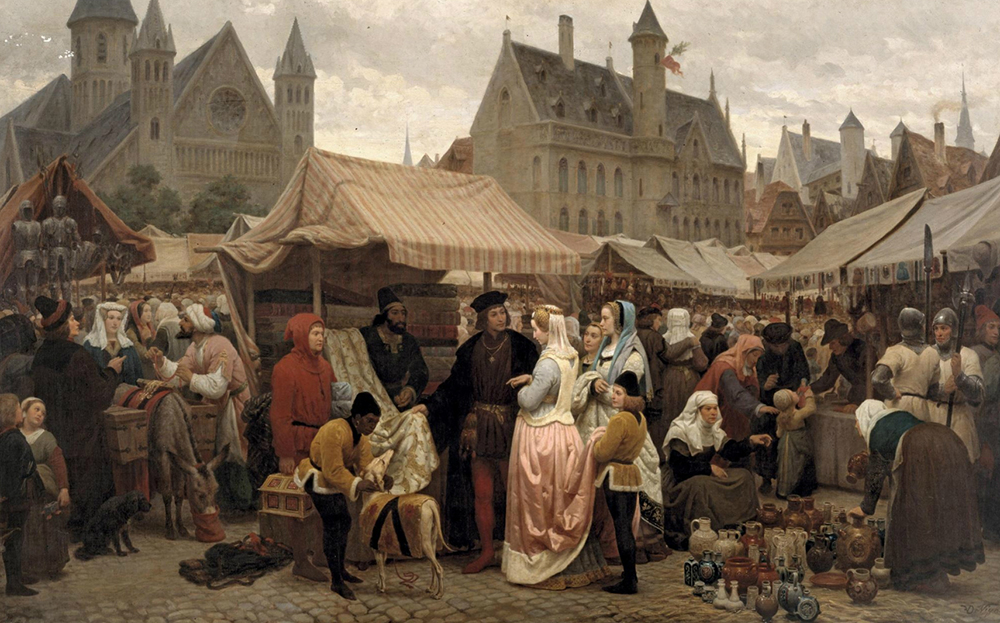
Una fiera franca a Gand, nel Medioevo, 1862, Museo di belle arti di Gand.
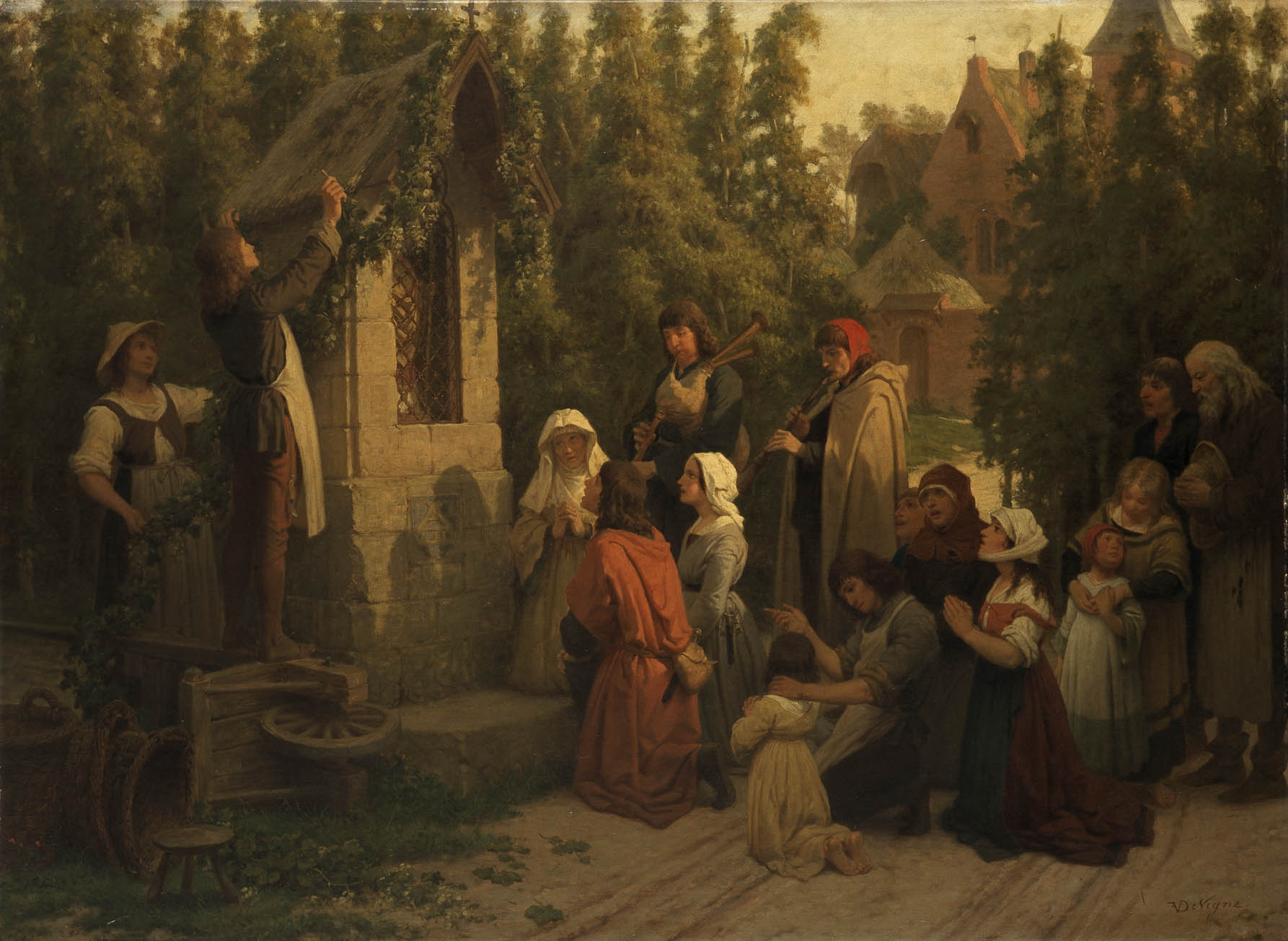
Preghiera prima della raccolta del luppolo, Museo di belle arti di Gand.